# Serra Nova Dourada
Serra Nova Dourada är en kommun i Brasilien.   Den ligger i delstaten Mato Grosso, i den centrala delen av landet, 600 km nordväst om huvudstaden Brasília. Antalet invånare är 1 365.
Omgivningarna runt Serra Nova Dourada är huvudsakligen savann. Trakten runt Serra Nova Dourada är nära nog obefolkad, med mindre än två invånare per kvadratkilometer.